# قتل‌های سریالی آتالانتا ۱۹۸۱–۱۹۷۹
قتل‌های آتلانتا در سالهای ۱۹۷۹–۱۹۸۱، که بعضاً قتل‌های کودکان آتلانتا نامیده می‌شود، یک سری قتل‌هایی بود که در ژوئیه ۱۹۷۹ تا مه ۱۹۸۱ در آتلانتا انجام شد. در طول مدت دو سال، حداقل ۲۸ کودک، نوجوان و بزرگسال کشته شدند.
وین ویلیامز، که هنگام آخرین قتل ۲۳ ساله بود به جرم قتل دو بزرگسال دستگیر و محاکمه شد و به حبس ابد محکوم شد. متعاقباً پلیس تعداد زیادی از قتل‌های کودکان را به ویلیامز نسبت داد. اگرچه وی در هیچ‌یک از این موارد متهم نشده و ویلیامز نیز به هیچ چیز اعتراف نکرده‌است، اما قتل‌ها پس از دستگیری ویلیامز متوقف شد. در مارس ۲۰۱۹، پلیس آتلانتا به دستور شهردار کیشا لنس باتومز بررسی پرونده‌ها را دوباره آغاز کرد، به این امید که فناوری‌های امروزی منجر به حل شدن پرونده قتل‌هایی شود که حل نشده باقی مانده بودند.

## قربانیان کودک شناخته شده
| نام                    | سن | تاریخ ناپدید شدن | علت مرگ                                            | وضعیت                      |
| Edward Smith           | ۱۴ | ۲۱ ژوئیه ۱۹۷۹    | شلیک گلوله به قسمت فوقانی کمر از یک سلاح کالیبر ۲۲ | حل نشده                    |
| Alfred Evans           | ۱۳ | ۲۵ ژوئیه ۱۹۷۹    | غرق شدن                                            | منسوب به ویلیامز؛ بسته شده |
| Milton Harvey          | ۱۴ | ۴ سپتامبر ۱۹۷۹   | تعیین نشده                                         | حل نشده                    |
| Yusuf Bell             | ۹  | ۲۱ اکتبر ۱۹۷۹    | غرق شدن                                            | منسوب به ویلیامز؛ بسته شده |
| Angel Lanier           | ۱۲ | ۴ مارس ۱۹۸۰      | غرق شدن                                            | حل نشده                    |
| Jeffery Mathis         | ۱۱ | ۱۱ مارس ۱۹۸۰     | تعیین نشده                                         | حل نشده                    |
| Eric Middlebrooks      | ۱۴ | ۱۸ مه ۱۹۸۰       | ضربه به سر                                         | منسوب به ویلیامز؛ بسته شده |
| Christopher Richardson | ۱۲ | ۹ ژوئن ۱۹۸۰      | غرق شدن                                            | منسوب به ویلیامز؛ بسته شده |
| LaTonya Wilson         | ۷  | ۲۲ ژوئن ۱۹۸۰     | تعیین نشده                                         | حل نشده                    |
| Aaron Wyche            | ۱۰ | ۲۳ ژوئن ۱۹۸۰     | خفگی                                               | منسوب به ویلیامز؛ بسته شده |
| Anthony Carter         | ۹  | ۶ ژوئیه ۱۹۸۰     | چند زخم چاقو                                       | منسوب به ویلیامز؛ بسته شده |
| Earl Terrell           | ۱۰ | ۳۰ ژوئیه ۱۹۸۰    | خفگی                                               | منسوب به ویلیامز؛ بسته شده |
| Clifford Jones         | ۱۲ | ۲۰ اوت ۱۹۸۰      | غرق شدن                                            | منسوب به ویلیامز؛ بسته شده |
| Darron Glass           | ۱۰ | ۱۴ سپتامبر ۱۹۸۰  | تعیین نشده (جسد هیچوقت پیدا نشد)                   | حل نشده                    |
| Charles Stephens       | ۱۲ | ۹ اکتبر ۱۹۸۰     | خفگی                                               | منسوب به ویلیامز؛ بسته شده |
| Aaron Jackson          | ۹  | ۱ نوامبر ۱۹۸۰    | خفگی                                               | منسوب به ویلیامز؛ بسته شده |
| Patrick Rogers         | ۱۶ | ۱۰ نوامبر ۱۹۸۰   | ضربه به سر                                         | منسوب به ویلیامز؛ بسته شده |
| Lubie Geter            | ۱۴ | ۳ ژانویه ۱۹۸۱    | خفگی                                               | منسوب به ویلیامز؛ بسته شده |
| Terry Pue              | ۱۵ | ۲۲ ژانویه ۱۹۸۱   | غرق شدن                                            | منسوب به ویلیامز؛ بسته شده |
| Patrick Baltazar       | ۱۲ | ۶ فوریه ۱۹۸۱     | غرق شدن                                            | منسوب به ویلیامز؛ بسته شده |
| Curtis Walker          | ۱۳ | ۱۹ فوریه ۱۹۸۱    | خفگی                                               | منسوب به ویلیامز؛ بسته شده |
| Joseph Bell            | ۱۵ | ۲ مارس ۱۹۸۱      | خفگی                                               | منسوب به ویلیامز؛ بسته شده |
| Timothy Hill           | ۱۳ | ۱۳ مارس ۱۹۸۱     | خفگی                                               | منسوب به ویلیامز؛ بسته شده |
| William Barrett        | ۱۷ | ۱۱ مه ۱۹۸۱       | غرق شدن                                            | منسوب به ویلیامز؛ بسته شده |

| نام             | سن | تاریخ ناپدید شدن | علت مرگ      | وضعیت                           |
| ادی دانکن       | ۲۱ | ۲۰ مارس ۱۹۸۱     | غرق شدن      | منسوب به ویلیامز؛ بسته شده      |
| لری راجرز       | ۲۰ | ۲۲ مارس ۱۹۸۱     | غرق شدن      | منسوب به ویلیامز؛ بسته شده      |
| مایکل مک اینتوش | ۲۳ | ۲۵ مارس ۱۹۸۱     | خفگی         | منسوب به ویلیامز؛ بسته شده      |
| جیمی ری پین     | ۲۱ | ۲۳ آوریل ۱۹۸۱    | خفگی         | ویلیامز محاکمه و مجرم شناخته شد |
| جان پورتر       | ۲۸ | ۲۳ آوریل ۱۹۸۱    | چند زخم چاقو | منسوب به ویلیامز؛ بسته شده      |
| ناتانیل کاتر    | ۲۷ | ۲۲ مه ۱۹۸۱       | خفگی         | ویلیامز محاکمه و مجرم شناخته شد |

## در رسانه‌ها
در فصل دوم از سریال شکارچی ذهن به موضوع قتلهای آتالانتا و دستگیری و بازجویی وین ویلیامز پرداخته شد.